# Vinicius de Moraes
Marcus Vinícius da Cruz e Mello de Moraes (Rio de Janeiro, 19 d'octubre de 1913 - 9 de juliol de 1980) fou un poeta, cantautor, compositor i escriptor brasiler. Format en dret i en literatura anglesa, és considerat com un del pioners de la bossa nova juntament amb Tom Jobim. La seva obra més coneguda fou la peça dramàtica Orfeu da Conceição (1956), origen del film Orfeu Negre. Les seves obres poètiques més notables són Forma e exegese (1935), Livro de sonetos (1957) i Para viver um grande amor (1962). El 1949 publicà a Barcelona el llibre Pátria minha.

## Biografia

### Primeres dècades
Vinícius es posà molt aviat a compondre poesia. Als 14 anys, es va lligar amb els germans Paulo i Haroldo Tapajós, component amb aquest últim la seva primera cançó, "Loura ou Morena". El 1929, es va inscriure per a estudis del dret a Rio. A partir de 1932, va escriure les paraules de deu cançons que van ser registrades pels germans Tapajós. Els seus estudis finits, va fer publicar els seus llibres Caminho Para a Distância (1933) i Formar e Exegese. Més tard, es va ocupar de censura cinematogràfica per al Ministeri de la Salut i de l'Educació (1935) i va compondre el seu tercer llibre Ariana, Mulher (1936).

### Anys 40
Marxà al Regne Unit el 1938 amb una beca del govern britànic per estudiar literatura a Oxford i va escriure Novos Poemas. Fugint de la Segona Guerra Mundial, va tornar a Rio el 1941 i es va posar a escriure sobre el cinema als diaris i revistes. Dos anys més tard, es va incorporar al cos diplomàtic brasiler i va publicar Cinco Elegias. El 1946, se'l va designar a Los Angeles com a vicecònsol. Va ser el seu primer lloc diplomàtic. Va publicar Poemas, Sonetos e Baladas.

### Anys 50
Se'n va tornar al Brasil el 1950, per la mort del seu pare. La seva primera samba (composta amb el músic Antônio Maria) va ser Quando Tu Passas por Mim el 1953, l'any en què va anar a França com a segon secretari d'ambaixada. La seva obra teatral Orfeu da Conceição va guanyar al premi Quartocentenário do Estado de São Paulo el 1954. L'any següent, va escriure paraules per a obres de música de cambra de Cláudio Santoro. L'any 1956 va conèixer a Tom Jobim, pianista que havia d'escriure la música Orfeu da Conceição per la pel·lícula que en faria Marcel Camus sota el títol Orfeo Negro. Jobim va compondre la música Se Todos Fossem Iguais a Você, Um Nome de Mulher i de diverses altres cançons, que anaven a ser registrades per Luiz Bonfá sobretot. Anat a França després a l'Uruguai per a les seves activitats diplomàtiques, Vinícius va publicar Livro de Sonetos e Novos Poemas II.
El 1958 la cantant Elizeth Cardoso va registrar el seu àlbum Canção do Amor Demais: van ser les prenuncis de la Bossa Nova. Aquest àlbum estava de manera única compost de cançons de Jobim i Vinícius (sobretot: Canção do Amor Demais, Luciana, Estrada Branca, Chega de Saudade, i Outra Vez), i João Gilberto hi intervenia amb la guitarra, el violão brasiler. Aquest disc va ser seguit d'aquells de Gilberto sol, que van fer l'èxit de nombroses composicions del duo.

### Anys 60
A partir dels anys 1960, Vinícius es va posar a col·laborar amb altres músics brasilers, ja famosos o que estaven en plena carrera artística: Carlos Lira, Elis Regina, Pixinguinha, Baden Powell, Ary Barroso, Edu Lobo, Francis Hime i sobretot Toquinho (el seu company més durable i el seu millor amic).
Havent estat reforçades les lleis sobre la censura pel règim militar, va haver de deixar les seves funcions diplomàtiques a partir de 1968.
Vinícius és coautor més de 400 cançons, d'entre les quals hi ha alguns estàndards de jazz i un bon nombre de clàssics de la cançó brasilera. Pel que fa a la seva obra pròpiament poètica, li va donar menys serietat sobre la fi de la seva vida, però va continuar a publicant i enregistrant discs de poemes recitats.
Era un original molt exuberant, en perpètua necessitat de romanticisme (semblava que es casava de nou cada dos o tres anys), un etern adolescent del qual un es va sorprendre a la seva mort que tingués ja 67 anys.
Es pot afegir a la seva posteritat la seva neta, Mariana de Moraes, intèrpret de gran talent. Reprèn les cançons del seu avi de manera molt personal i fa descobrir autors compositors contemporanis amb el mateix entusiasme.
Va morir, víctima d'un edema pulmonar, el 9 de juliol de 1980 a la seva casa de la Gávea (Rio de Janeiro) en companyia de Toquinho i de la seva última esposa.

## Concerts a La Fusa
La música de Vinicius de Moraes es va popularitzar en el nostre país a mitjans dels anys 70 quan la multinacional CBS va publicar en vinil dos LP’s de referència, Vinicius de Moraes en la Fusa, enregistrats en els estudis ION de Buenos Aires. En el primer disc de 1970, Vinicius tocava amb Maria Creuza i Toquinho i en el segon, de 1971, el geni carioca estava acompanyat per Toquinho i Maria Bethania. En tots dos treballs el músic català Mike Ribas va dirigir la gravació i en el segon disc, el mateix Mike va fer la majoria dels arranjaments musicals i es va integrar en el grup tocant el piano.
El mateix Vinicius, l'agost de 1970, escrivia en la contraportada del primer disc editat a l'Argentina:
La idea de fer un LP del show que vaig presentar no fa gaire a La Fusa (l'adorable Cafè-Concert de Silvina i Coco Pérez) amb la cantant bahiana Maria Creuza i el guitarrista i compositor paulista Toquinho (Antonio Pecci Filho), va trobar una resposta immediata en la sensibilitat d'Alfredo Radoszynski, director del segell Trova. Tractant-se d'un disc pensat pel gran públic i no només per a una minoria d'afeccionats, vaig suggerir a l'Afredo que l'enregistressim en un estudi per tal d'evitar les distorsions comuns que succeeixen en les gravacions en viu, on l'artista ha d'estar més atent a les reaccions de públic que als aparells de reproducció sonora. Així ho vàrem fer, gravant també l'ambient de La Fusa i l'escalf dels aplaudiments que el públic “porteño” ens va brindar en els nostres recitals.(…) Vaig demanar al meu amic Alfredo que convidés a dos excel·lents músics argentins amb els que ja havia treballat el novembre de 1969 en el teatre Embassy. Es tractava de Mario “Mojarra” Fernández i d'Enrique “Zurdo” Roizner, que van fer la seva feina perfectament. Varen ser dues sessions nocturnes que es varen acabar amb les primeres llums del dia, totalitzant setze hores de treball en un ambient de bohèmia, de gran cordialitat; on no varen faltar els elements primordials: ampolles de Whisky i dones boniques. Vàrem enregistrar el nostre show amb aquell mateix esperit d'íntima comunicació i informalitat que ens agrada tenir per a transmetre les nostres cançons. La resta es deu al bon oida del tècnic Gerd Baumgardner i als bons oficis de Mike Ribas a qui volem agrair profundament la seva col·laboració fraterna.
Posteriorment, a mitjans dels anys 90, els dos discos de Vinicius a la Fusa, varen ser reeditats a casa nostra per Discmedi en format de CD.